# Szövérd
Szövérd (románul Suveica, németül Magerau) falu Romániában Maros megyében.

## Fekvése
A falu Marosvásárhelytől 17 km-re délkeletre, a Göcsi- és az Andráspataka völgyfőjében, az Őr-hegy lábánál fekszik, Ákosfalvához tartozik.
Szomszédai: 
Göcs, Harasztkerék, Balavásár, Gyulakuta
A faluban 187 házszám található, ebből kb 25-30 lakatlan, kb 10-15 hétvégi ház, a többi lakott.
A falu temetője  az egyik legmagasabb dombján található, ahonnan belátható az egész környék.

## Története
1332-ben Zoverd néven említik először. 1332-ben már volt temploma. Református temploma 1804 és 1806 között épült.
1910-ben 609 lakosából 599 magyar volt. A trianoni békeszerződésig Maros-Torda vármegye Marosi alsó járásához tartozott. 1992-ben 296 lakosából 284 magyar, 11 cigány és 1 román volt.

## Népessége
Legutóbbi felmérés szerint a falu lakossága 166 fő, amely a következőképpen oszlik meg: 
- aktív lakosság= 45
- nyugdíjas lakosság= 95
- gyerekek száma= 24

## Kulturális és spirituális élet
Az egyházi életet a faluban élő református lelkész ápolja. Az iskolát holland segítséggel építették újjá, benne az 1-4 osztályos diákok száma 9, az óvodások száma 10. Az 5-8 osztályosok Ákosfalvára járnak iskolabusszal. 
A falu elöregedése miatt kis mértékű a kulturális tevékenység.

## Infrastruktúra
A faluban megtalálhatóak az infrastrukturális szolgáltatások, mint a földgáz, az elektromos áram, az utak aszfalttal burkolása még kissé hiányos.

## Politikai élet
A településnek egy tanácsosa van, aki havonta a község gyűlésein részt vesz és megpróbálja elintézni a falubeliek gondjait.

## Gazdasága
A falu lakosai nagyrészt nyugdíjasok, illetve mezőgazdasággal foglalkoznak. Van néhány vállalkozó, illetve napszámosok. A település lakóinak egy része Marosvásárhelyre jár be dolgozni. 
Két kis bolt látja el a falu lakosait.

## Mezőgazdaság
A földek nagy része parlagon van.
A gazdáknál kevés a traktor, a lovak száma is mindössze 10-15. 
A zöldségtermesztés, állattenyésztés, méhészet és szőlőtermesztés ágazatában folyik megemlíthető mértékű gazdálkodás.

## Híres emberek
- Itt született Szövérdi Bálint az 1467-ben Mátyás ellen szerkesztett okmány egyik első aláírója.
- Innen származik a nagy hagyományú, magas méltóságokra emelkedett szövérdi Gáspár család.[2]